# Rhododendron taichungianum
Rhododendron taichungianum là một loài thực vật có hoa trong họ Thạch nam. Loài này được S.S. Ying miêu tả khoa học đầu tiên năm 1991.